# Tiberius Sempronius Gracchus den äldre
Tiberius Sempronius Gracchus den äldre, född omkring 220-217 f.Kr., död 154 f.Kr., var en romersk statsman och fältherre. 
Tiberius Sempronius Gracchus tillhörde plebejerna. Han var gift med Cornelia Africana, en dotter till Scipio Africanus, och far till Tiberius Gracchus och Gaius Gracchus (bröderna Gracchus).
Tiberius Gracchus blev tribunus plebis, folktribun, omkring 187 f.Kr, och han valdes till praetor 179 f.Kr.. År 177 f.Kr. blev han för första gången vald till konsul. Därefter blev han 169 f.Kr. censor. År 163 f.Kr. blev han för andra gången vald till konsul. Tiberius Gracchus var delaktig i flera av Roms diplomatiska och krigiska förvecklingar.